# Вељке Хљевани
Вељке Хљевани (слч. Veľké Chlievany) насељено је мјесто са административним статусом сеоске општине (слч. obec) у округу Бановце на Бебрави, у Тренчинском крају, Словачка Република.

## Становништво
| Година:    | 1994. | 2004.    | 2014.   | 2024.   |
| ---------- | ----- | -------- | ------- | ------- |
| Број људи: | 401   | 450      | 484     | 492     |
| Разлика:   |       | +12,21 % | +7,55 % | +1,65 % |

| Година:    | 2023. | 2024.  |
| ---------- | ----- | ------ |
| Број људи: | 500   | 492    |
| Разлика:   |       | -1,6 % |

Према подацима о броју становника из 2011. године насеље је имало 487 становника.